# Sanders Vriendenteam
Sanders Vriendenteam was de ochtendshow van BNNVARA op NPO 3FM die van 3 september 2018 tot en met 23 juni 2022 werd uitgezonden. De presentatie is in handen van Sander Hoogendoorn. Hij werd in de eerste twee jaar van het programma bijgestaan door sidekick Noortje Veldhuizen. Hoogendoorn begon met het programma om het gat om te vullen dat ontstond door het vertrek van Domien Verschuuren naar Qmusic. Vanaf de programmering van april 2020 duurde het programma van 6.00 tot 9.00 uur.

## Geschiedenis
Op 3 september 2018 maakte Hoogendoorn zijn eerste uitzending. Tot oktober duurde het programma tot 09:00 uur. Sinds 15 oktober 2018 duurt het programma een uur langer. Het programma werd dan uitgezonden tussen 6:00 en 10:00 uur. Dit als antwoord op de bezuinigingen bij de overkoepelende organisatie NPO. Op deze manier kon er een programma worden geschrapt uit de dagprogrammering. In oktober 2019 maakte Noortje Veldhuizen bekend te stoppen als sidekick. Op 1 april 2020 werd het programma door de komst van een lunchshow weer een uur korter. Vanaf november 2020 was Thijs Boontjes sidekick. Op 23 juni 2022 presenteerde Sander het programma voor het laatst.

## Terugkerende onderdelen
- Introdomino. Sander zoekt een plaat die lijkt op de intro van de vorige genoemde plaat.
- 10 minuten Mix. Sander mixt in tien minuten verschillende platen aan elkaar.
- Het Elftal. In het laatste uur draait Sander elf verzoeknummers.
- Kibbelingo, zoals de naam zegt is een vorm van Lingo, hierbij mogen de luisteraars iedere vrijdag om kwart voor 9 een woord raden die standhoud met items in/om viskramen, de luisteraar die het juist heeft, wint een zak kibbeling op kosten van SVT/3FM.
- Wakey Wakey Quiz. Sander speelt een quiz met een luisteraar gebaseerd op de actualiteit van de dag. Op woensdag zijn kinderen aan de beurt.
- Ben ik de enige? Sander zoekt of er iemand anders is die precies hetzelfde doet als de kandidaat.